# MetroBus-Autobusos Metropolitans de València
El servei d'Autobusos Metropolitans de València, més conegut com a MetroBús, o popularment com els "autobusos grocs", és l'encarregat de prestar el servei de transport amb autobús entre la ciutat de València i tota la seua àrea metropolitana, així com les connexions entre si d'estes zones suburbanes. Les línies de MetroBús són gestionades per distintes companyies. Són: AUVACA, Grup Transvia (Fernanbús, AVSA, Edetania Bus, Autocares Herca i Autocares Buñol) i Urbetur.
Totes estes companyies, amb la creació de MetroBús, per a prestar els serveis regulars de les línies metropolitanes de València, van haver de pintar la seua flota d'autobusos interurbans de color groc, perquè tots els usuaris els puguen identificar ràpidament.

## Línies
MetroBús compta amb un total de 102 línies repartides per tota l'àrea suburbana de València. A més d'estes línies regulars, algunes de les empreses que exploten MetroBús també fan serveis discrecionals amb els autobusos de línia regular.
Hi ha línies de MetroBús, que per la seua poca quantitat de passatgers, tenen eixides a determinades hores del dia, que no guarden cap tipus de marge igual de temps entre elles. Algunes línies tenen versió nocturna, i/o poden variar els seus horaris durant el període estival.
| Línia | Recorregut                                                                                          | Operador        |
| ----- | --------------------------------------------------------------------------------------------------- | --------------- |
| 106A  | Torrent - Alaquàs - Aldaia - C.C. Bonaire - Quart de Poblet - Aeroport - Manises                    | Fernanbús       |
| 106B  | Torrent - C.C. Bonaire                                                                              | Fernanbús       |
| 106C  | Manises - Quart de Poblet                                                                           | Fernanbús       |
| 110   | Alboraia - Hospital de Sagunt                                                                       | AVSA            |
| 111   | València - Almàssera - Port de Sagunt                                                               | AVSA            |
| 112A  | València - El Puig                                                                                  | AVSA            |
| 112B  | València - El Puig (fins Port Saplatja)                                                             | AVSA            |
| 112C  | València - El Puig (fins Rafelbunyol)                                                               | AVSA            |
| 113   | València - Vall de Uxó                                                                              | AVSA            |
| 114A  | València - Sagunt - Port de Sagunt                                                                  | AVSA            |
| 114B  | València - Masamagrell - Rafelbunyol - Puçol - Sagunt - Port de Sagunt                              | AVSA            |
| 115   | València - Port de Sagunt                                                                           | AVSA            |
| 116A  | València - Sagunt - Port de Sagunt - Canet de Berenguer                                             | AVSA            |
| 116B  | València - Sagunt - Port de Sagunt - Canet de Berenguer - Platja Canet                              | AVSA            |
| 116C  | València - Port de Sagunt - Canet de Berenguer                                                      | AVSA            |
| 116D  | València - Port de Sagunt - Canet de Berenguer - Platja Canet                                       | AVSA            |
| 116E  | València - Sagunt - Port de Sagunt - Canet de Berenguer - Platja Canet - Platja Almardá (a l’estiu) | AVSA            |
| 117N  | Nocturn Puçol - Rafelbunyol                                                                         | AVSA            |
| 118N  | Nocturn València - Sagunt                                                                           | AVSA            |
| 119N  | Nocturn València - Puçol                                                                            | AVSA            |
| 130A  | Est. Empalme - Parc tecnològic (per Facultats)                                                      | Edetania Bus    |
| 130B  | Est. Empalme - Parc tecnològic (per Burjassot)                                                      | Edetania Bus    |
| 131   | València - Urb. Mas Camarena                                                                        | Edetania Bus    |
| 132   | Aeroport - Estació FGV Empalme                                                                      | Edetania Bus    |
| 133A  | Estació FGV Bétera - Nàquera - Serra                                                                | Edetania Bus    |
| 133B  | Serra - Hospital de Llíria                                                                          | Edetania Bus    |
| 133N  | Nocturn València - Serra                                                                            | Edetania Bus    |
| 134A  | Vilamarxant - Riba-roja de Túria                                                                    | Edetania Bus    |
| 134B  | Vilamarxant - Hospital de Llíria                                                                    | Edetania Bus    |
| 134N  | Nocturn Vilamarxant - València                                                                      | Edetania Bus    |
| 135A  | València - Torre en Conill                                                                          | Edetania Bus    |
| 135B  | València - Urb. Mas Camarena - Hospital Dr. Moliner                                                 | Edetania Bus    |
| 135N  | Nocturn València - Torre en Conill                                                                  | Edetania Bus    |
| 136A  | Llíria - Benisanó - La Pobla - Universitats                                                         | Edetania Bus    |
| 136B  | L’Eliana - Sant Antoni de Benaixever - Universitats                                                 | Edetania Bus    |
| 136C  | Paterna - Universitats                                                                              | Edetania Bus    |
| 140A  | València - Terramelar - Paterna - El Plantío                                                        | Edetania Bus    |
| 140B  | València - Terramelar - Paterna                                                                     | Edetania Bus    |
| 140N  | Nocturn València - Burjassot - La Canyada                                                           | Edetania Bus    |
| 141   | València - Lloma Llarga - Valterna                                                                  | Edetania Bus    |
| 142A  | Paterna - Hospital La Fe                                                                            | Edetania Bus    |
| 142B  | Paterna - Centre d'Especialitats Burjassot                                                          | Edetania Bus    |
| 143   | Paterna - Port Saplatja (a l'estiu)                                                                 | Edetania Bus    |
| 144   | València - Parc tecnològic - L'Andana                                                               | Edetania Bus    |
| 145A  | València - C.C. El Osito - Pobla Vallbona - Llíria (directe)                                        | Edetania Bus    |
| 145B  | València - Llíria - Gestalgar                                                                       | Edetania Bus    |
| 145N  | Nocturn València - Llíria                                                                           | Edetania Bus    |
| 146A  | València - L’Eliana - C.C. El Osito                                                                 | Edetania Bus    |
| 146B  | València - L’Eliana - C.C. El Osito - FGV Benaguasil                                                | Edetania Bus    |
| 147   | València - Alborgí - Parc empresarial Táctica - Pol. Ind. Font del Gerro                            | Edetania Bus    |
| 150   | València - Mislata - Quart de Poblet - Manises - Aeroport                                           | Fernanbús       |
| 150N  | Nocturn València - Mislata - Quart de Poblet - Manises - Aeroport                                   | Fernanbús       |
| 152   | Quart de Poblet – Aldaia – Alaquàs – Xirivella – El Saler                                           | Fernanbús       |
| 153N  | Nocturn València – Paiporta – Picanya – Torrent                                                     | Fernanbús       |
| 160A  | València - Barri de la Llum - Xirivella - Aldaia - Barri del Cristo - C.C. Bonaire                  | Fernanbús       |
| 160B  | València - Barri de la Llum - Xirivella - Aldaia - Barri del Cristo                                 | Fernanbús       |
| 161   | València - Barri de la Llum - Xirivella - Alaquàs - Aldaia - Barri del Cristo - Quart de Poblet     | Fernanbús       |
| 161N  | Nocturn València – Xirivella – Alaquàs – Aldaia                                                     | Fernanbús       |
| 162   | Aldaia - Salt de l'Aigua                                                                            | Fernanbús       |
| 163   | Alaquàs - València (Metro Nou d’Octubre)                                                            | Fernanbús       |
| 164   | Xirivella - Quart de Poblet (Metro Faitanar)                                                        | Fernanbús       |
| 165   | Quart de Poblet - Manises - Paterna - Burjassot                                                     | Fernanbús       |
| 170A  | València - Barri de la Llum - Xirivella - Alaquàs - Torrent - El Vedat - Cumbres - Calicanto        | Fernanbús       |
| 170B  | València - Barri de la Llum - Xirivella - Alaquàs - Torrent - El Vedat                              | Fernanbús       |
| 170C  | València - Barri de la Llum - Xirivella - Alaquàs - Torrent                                         | Fernanbús       |
| 180   | València - Catarroja - Albal                                                                        | Autocares Herca |
| 181   | València - Alcàsser - Picassent                                                                     | Autocares Herca |
| 182   | València - Beniparrell - Silla                                                                      | Autocares Herca |
| 182N  | Nocturn València - Picassent                                                                        | Autocares Herca |
| 183   | València - Sedaví - Alfafar                                                                         | Autocares Herca |
| 184   | Silla - Hospital La Fe                                                                              | Autocares Herca |
| 185   | Picassent - Platja El Saler                                                                         | Autocares Herca |
| 186A  | Paiporta - Albal - Torrent - Paiporta                                                               | Autocares Herca |
| 186B  | Albal - Paiporta - Torrent - Albal                                                                  | Autocares Herca |
| 187   | Alcàsser - Silla                                                                                    | Autocares Herca |
| 191   | València - El Perelló - El Mareny Blau                                                              | Autocares Herca |
| 430A  | Turís - València                                                                                    | Autocares Buñol |
| 430B  | Turís - València (per Quart de Poblet y Mislata)                                                    | Autocares Buñol |
| 431A  | Cheste - València                                                                                   | Autocares Buñol |
| 431B  | Cheste - València (per urbanització Olimar)                                                         | Autocares Buñol |
| 432A  | Yátova - Turís - Hospital de Manises (per Cheste)                                                   | Autocares Buñol |
| 432B  | Yátova - Turís - Hospital de Manises (per Loriguilla)                                               | Autocares Buñol |
| 433A  | Buñol - Hospital de Manises                                                                         | Autocares Buñol |
| 433B  | Godelleta - Buñol - Hospital de Manises                                                             | Autocares Buñol |
| 434   | Yátova - Turís - Platja (a l’estiu)                                                                 | Autocares Buñol |
| 435A  | Yátova - València                                                                                   | Autocares Buñol |
| 435B  | Yátova - València (per Cheste)                                                                      | Autocares Buñol |
| 435C  | Yátova - València (per Cheste y urbanització Olimar)                                                | Autocares Buñol |
| 436   | Buñol - Platja (a l’estiu)                                                                          | Autocares Buñol |
| 437   | Cortes de Pallás - Buñol                                                                            | Autocares Buñol |
| 438A  | València - ONU y Air Nostrum - La Reva y l'Oliveral                                                 | Autocares Buñol |
| 438B  | València - La Reva y l'Oliveral                                                                     | Autocares Buñol |
| 500A  | Real - València                                                                                     | Autocares Buñol |
| 500B  | Montserrat - Torrent                                                                                | Autocares Buñol |
| 501   | Alfarp - València                                                                                   | Autocares Buñol |
| 502A  | Millares - Dos Aguas - València                                                                     | Autocares Buñol |
| 502B  | Millares - Dos Aguas - València (per Alfarp)                                                        | Autocares Buñol |

## Serveis
Serveixen les següents poblacions: 

### Nord
Albalat dels Sorells, Almàssera, Alfara del Patriarca, Almàssera, Benifaraig, Benimàmet, Bétera, Bonrepòs i Mirambell, Borbotó, Burjassot, La Coma, Emperador, Foios, Godella, Port de Sagunt, Massalfassar, Massamagrell, Meliana, Montcada, Museros, Nàquera, Paterna, La Pobla de Farnals, Platja de la Pobla de Farnals, Poble Nou, Port Saplatja, Puçol, El Puig, Platja del Puig, Rocafort, Sagunt, Serra, Tavernes Blanques.

### Oest
Aeroport de València, Alboraig, Aldaia, Alaquàs, Benaguasil, Benissanó, Bugarra, Bunyol, L'Eliana, Godelleta, Iàtova, Llíria, Macastre, Manises, Pedralba, La Pobla de Vallbona, Quart de Poblet, Riba-roja de Túria, Sant Antoni de Benaixeve, Torís, Torrent, El Vedat de Torrent, Vilamarxant, Xest, Xestalgar, Xiva, Xirivella

### Sud
Albal, Alcàsser, Alfafar, Alfarp, Almussafes, Benetússer, Benifaió, Beniparrell, Benimodo, Carlet, Catadau, Catarroja, Cullera, Far de Cullera, El Forn d'Alcedo, La Punta, Les Gavines, Llocnou de la Corona, Llombai, El Mareny Blau, Massanassa, Paiporta, El Palmar, El Perelló, Perellonet, Pinedo, Picanya, Picassent, El Saler, Sedaví, Silla, Sollana, Sueca, La Torre.

## Zones tarifàries
Les tarifes estan definides per tres zones, de la A a la C, amb la A equivalent a grans trets al terme de València i l'Horta de València, la B tant a l'Horta de València com a la perifèria de l'Horta Nord, el Camp de Túria i la Ribera Alta. La zona C correspon al Camp de Morvedre i a la Vall d'Uixó.
Estes zones, basades en la targeta SUMA, permeten transbords gratuïts amb altres mitjans de transport com Metrovalència o Rodalia, a més de donar a l'Horta de València tant la zona A com la B, que permet viatjar des de l'horta al Camp de Túria, Camp de Morvedre i la Ribera Alta al mateix preu que a València.